# Сіґне Гаммарстен-Янссон
Сіґне (Сігне) Гаммарстен-Янссон (швед. Signe Hammarsten-Jansson; 1 червня 1882, Ганнас, Швеція — 6 червня 1970, Порвоо, Фінляндія) — шведсько-фінська художниця, графікиня, ілюстраторка, карикатуристка, художниця марок. Мати фінської письменниці та художниці Туве Янссон.

## Біографія
Належала до стародавнього шведського роду Гаммарстенів, з якого вийшло багато відомих державних діячів та знаменитих людей.
У 1901—1905 роках навчалася у Стокгольмському університеті, після працювала вчителькою малювання в одній із стокгольмських шкіл. У 1910 році вирушила до Парижа, де зустріла фінського скульптора Віктора Янссона. 1913 року одружилася з ним. Народила дочку Туве (1914—2001, художниця та письменниця, всесвітньо відома книгами про мумі-тролів), синів Пер-Улоф (1920—2019, відомий фотограф) та Ларса (1926—2000, художник).
1915 року з чоловіком переїхала до Фінляндії, працювала книжковою ілюстраторкою. У 1924 році Сіґне Гаммарстен-Янссон почала виконувати графіку для Банку Фінляндії. Спочатку займалася розробкою банкнот та облігацій. Пізніше спеціалізувалася на поштових марках. Першою її помітною роботою в цій галузі стала марка, присвячена 700-річчю міста Турку у 1929 році.
За час роботи з 1929 до 1962 року створила понад 200 поштових марок Фінляндії.
Померла 6 червня 1970, похована на цвинтарі Гієтаніємі.

## Вибрані твори

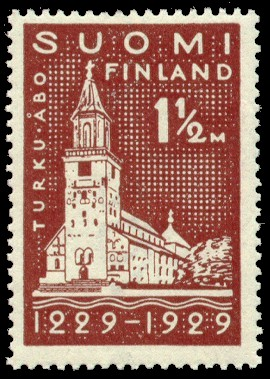
Марка до 700-річчя м. Турку, 1929
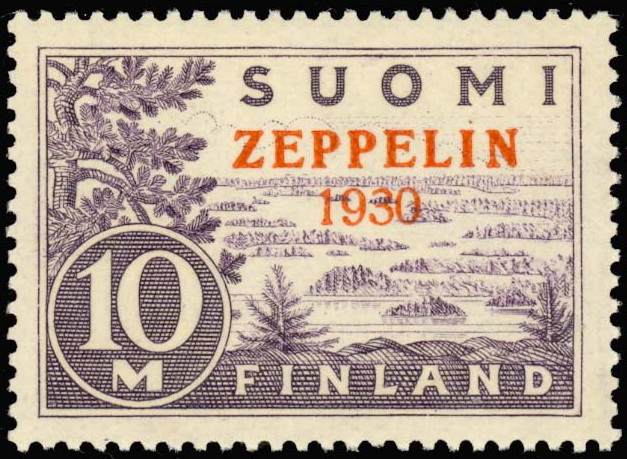
Перша марка авіапошти Фінляндії, 1930
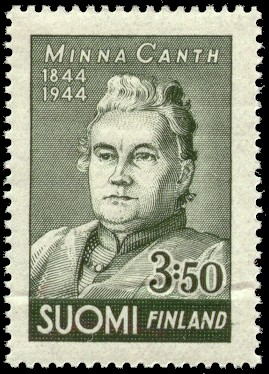
Марка, присвячена Мінні Кант, 1944
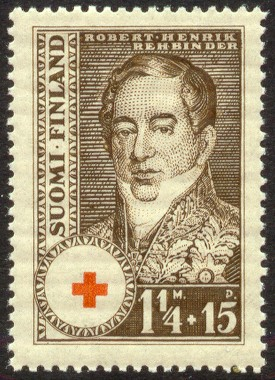
Марка, присвячена Роберту Ребіндеру, 1936
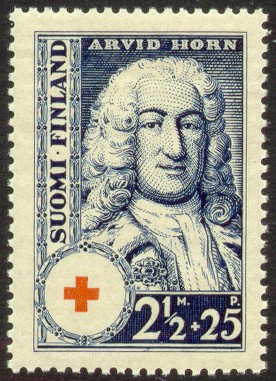
Марка, присвячена Арвіду Горну, 1936
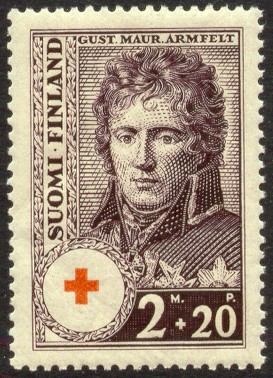
Марка, присвячена Ґуставу Моріцу Армфельту, 1936
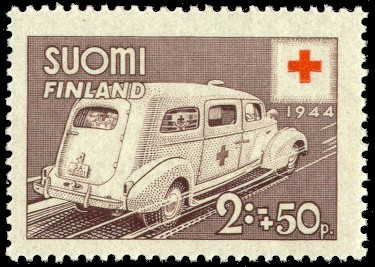
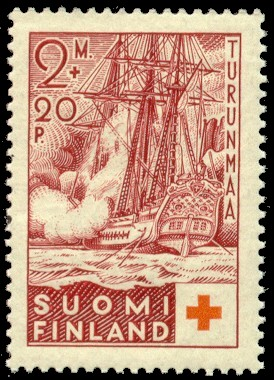